# Lake Kaniere
Der Lake Kaniere ist ein See in der Region West Coast auf der Südinsel von Neuseeland.

## Geographie
Der Lake Kaniere befindet sich rund 15 km südöstlich von Hokitika, zwischen dem Arahura River im Osten und dem Kokatahi River im Westen. Der rund 14,5 km² große See erstreckt sich über eine Länge von rund 8 km in Nord-Süd-Richtung und misst an seiner breitesten Stelle rund 2 km² in Ost-West-Richtung. Der See befindet sich auf einer Höhe von 134 m und misst an seiner tiefsten Stelle 195 m.
Sein Wasser bezieht der Lake Kaniere über zahlreiche Creeks, die westlich und östlich von den Bergen zulaufen. Entwässert wird der See über den nach Norden abfließenden Kaniere River.
Eine kleine Insel, Hans Island genannt, befindet sich am nordöstlichen Ende des Sees.

## Geologie
Der See ist durch einen Erdrutsch entstanden und die Alpine Fault, eine geologische Verwerfung, in der die Pazifische Platte auf die Australische Platte trifft und Ursache für zahlreiche Erdbeben entlang dieser Grenze ist, verläuft rund 2 km südöstlich des Sees.

## Stromerzeugung
Obwohl rund 260 m nördlich des Ausflusses des Lake Kaniere ein kleines Kraftwerk Strom aus der Kraft des Wassers erzeugt, kann der See nicht im klassischen Sinne als Stausee zur Stromerzeugung angesehen werden. Die Pegeldaten des Lake Kaniere zeigen, dass der See in lediglich 40 % der Zeit über das kleine Wehr am Ende des Sees überläuft. Dementsprechend kann in der restlichen Zeit kein Wasser aus dem See zur Stromerzeugung abgeleitet werden.
Des Weiteren wird der See auch zur Wasserversorgung von Hokitika genutzt.